# Tetramorium muralti
Tetramorium muralti är en myrart som beskrevs av Auguste-Henri Forel 1910. Tetramorium muralti ingår i släktet Tetramorium och familjen myror. Inga underarter finns listade i Catalogue of Life.